# YF-75
Le YF-75 est un moteur-fusée chinois à ergols liquides de 8 tonnes de poussée développé dans les années 1990 qui est utilisé par le dernier étage de la famille de lanceurs Longue Marche 3 destiné à placer des satellites de télécommunications en orbite géostationnaire. Le premier vol de ce moteur a eu lieu en 1994. Une version plus puissante de 9 tonnes de poussée et d'une utilisation plus souple, le YF-75D, doit propulser le deuxième étage de la nouvelle fusée chinoise Longue Marche 5. Le YF-75 était le plus puissant des moteurs cryogéniques hydrogène liquide/oxygène liquide fabriqué par la Chine, jusqu'à la mise au point du YF-77. Le moteur est fabriqué par l'Académie de technologie aérospatiale de la propulsion liquide (AALPT).

## Historique

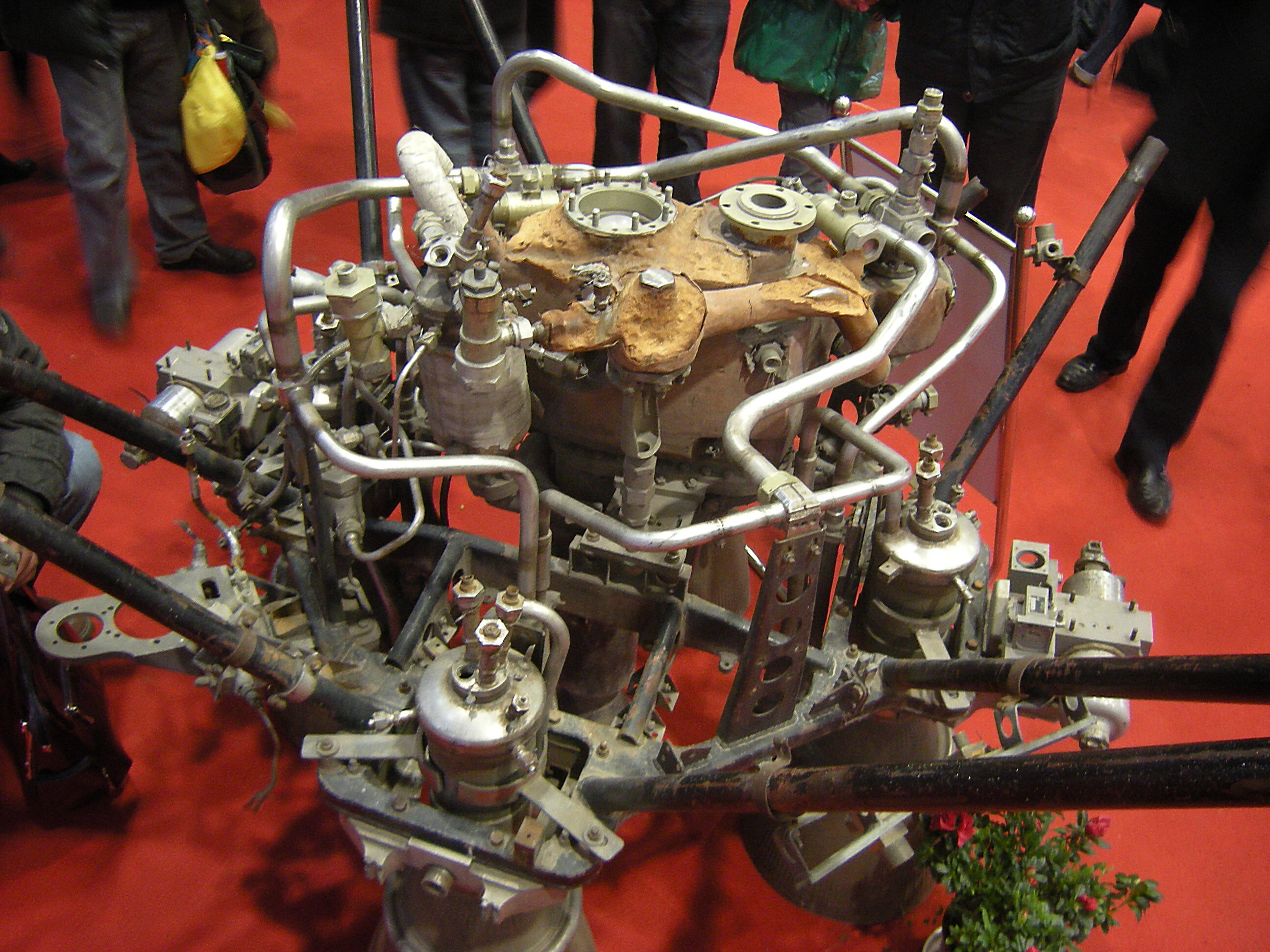
Modèle de moteur de fusées

La Chine développe des moteurs cryogéniques hydrogène liquide/oxygène liquide  depuis le début des années 1960. En 1984 le premier satellite de télécommunications est placé en orbite géostationnaire grâce à un moteur de ce type, le YF-73, d'une poussée de 4 tonnes. Le développement du YF-75 débute en 1982 pour permettre le lancement des satellites de télécommunications plus massifs. Le recours au YF-75 devait permettre de faire passer la charge utile des lanceurs Longue Marche 3 de 1,5  à   2,6 t.  

## Caractéristiques techniques
Le YF-75 brûle un mélange cryogénique hydrogène liquide/oxygène liquide avec un ratio oxygène/hydrogène de 5. Deux exemplaires du YF-75 sont utilisés pour propulser le troisième étage des lanceurs Longue Marche 3 de type A, B et C.  Le moteur YF-75 est constitué de deux moteurs accouplés disposant chacun de son propre générateur de gaz et de ses turbopompes. La paroi intérieure de la chambre de combustion est formée par un réseau de canaux en alliage de cuivre et de zirconium dans lequel circule le liquide réfrigérant tandis que la tuyère est constituée de tubes enroulés en spirale et soudés entre eux.  La pression dans la chambre de combustion est de 37,6 bars et le rapport d'expansion de la tuyère  est de 80. Son impulsion spécifique est de 437 secondes dans le vide. La poussée est de 7,8 tonnes. L'orientation de la  poussée des deux moteurs peut être modifiée grâce à deux vérins. Le temps de combustion est de 470 secondes. Le moteur peut être rallumé une fois. Chaque moteur est haut de 2,8 mètres avec un encombrement maximal de 1,5 m en largeur et pèse 550 kilogrammes. La vitesse de rotation de la turbopompe est de 42 000 tours par minute.

## La version YF-75D
Le YF-75D est une version du YF-75 développée à compter de 2006 pour propulser les nouveaux lanceurs chinois et en particulier l'étage supérieur de la fusée Longue Marche 5. Cette version est à la fois légèrement plus puissante (9 tonnes au lieu de 8 tonnes) et plus souple d'emploi. L'YF-75D utilise le cycle à expandeur plus performant que le cycle générateur de gaz. Le ratio carburant/oxydant est modifiable ce qui permet de moduler la poussée et le moteur peut être redémarré plusieurs fois (au lieu d'une seule fois). La turbopompe à hydrogène, qui utilise une turbine à deux étages, tourne désormais à une vitesse de 65 000 tours par minute.